# Abbaye San Dalmazzo da Pedona
L'abbaye San Dalmazzo de Pédona est sur la commune de Borgo San Dalmazzo, en Italie nord-occidentale, dans la région du Piémont. La ville s'est constituée autour de l'abbaye. Cette ville est tout proche de sa grande sœur Coni, capitale de la province de Coni, limite sud-ouest de ce grand pôle urbain. Borgo est au bord de la montagne, encadré des deux débouchés des confluences des bassins versants : à l'ouest la vallée de la Stura (direction du département Français des Alpes-de-Haute-Provence) et au sud, la vallée du Gesso (direction du département français méditerranéen des Alpes-Maritimes). 

## Histoire
- L'abbaye bénédictine de San Dalmazzo da Pedona[1], aurait été édifiée là sur le lieu du martyre de saint Dalmas qui aurait eu lieu vers 304.
- Les débuts de l'abbaye seraient liés à Théodelinde de Bavière, épouse du roi lombard Agilulf, vers 610-614.
- Dalmace, Dalmazzoou, Dalmace de Monza, Dalmatius fait référence au saint évangélisateur "Dalmace de Pavie" († vers 254), né dans une famille païenne de Monza en Italie. Il se convertirait puis prêcherait en Gaule et en Italie du Nord, deviendrait évêque de Pavie, martyrisé sous l'empereur Maximien Hercule ; célébré le 5 décembre[2],[3].
- Récit légendaire du martyre : « Passant par le col de Fenestre, il aurait été arrêté par des brigands qui l'auraient décapité au bord du Gesso. Il prit alors sa tête, traversa la rivière et mourut sur l'autre rive. Les brigands terrifiés auraient placé son corps sur un chariot tiré par deux génisses qui se sont arrêtées à Pédona. »[réf. souhaitée]
- Ce théonyme ne fait donc pas référence à cet autre saint Dalmas, l'Abbé à Constantinople (✝ 437). L'hagiographie du saint semble avoir été peu sérieusement établie et assez déformée au cours des siècles[4].
- Stimulée par les fouilles, une nouvelle étude des représentations et des écrits est menée actuellement par les autorités locales. L’abbaye eut à souffrir des Sarrasins au Xe siècle. Ils la ravagent en 906. C'est d'ailleurs la même année que des bandes sarrasines, en provenance du Dauphiné et passant le col de Montgenèvre[5], incendient et pillent l'importante abbaye de la Novalaise autre passage des Alpes plus au nord[6],[7]. Après un siècle de déclin elle reprend une nette vigueur. Elle passe sous la responsabilité de l'évêque d'Asti et du marquis des Saluces en 1098.
- À cette époque pour la ville, le nom « San Dalmazzo », remplace celui plus ancien « Pedona »[8].
- Abbayes sœurs:
  - L'abbaye de Bobbio dans la province de l'Émilie-Romagne a été érigée à la même période dans des conditions similaires.
  - L'abbaye de saint Constant de Villar en Piémont.
  - L'abbaye de saint Pierre et saint Colomban de Pagno en Piémont.
  - L'abbaye de la Novalaise en Piémont.
  - L'abbaye de saint Étienne de Gênes à Gênes en Ligurie est de cette époque.
  - L'abbaye de Saint-André de Sestri Ponente à Gênes en Ligurie est de cette époque.
- Diffusion du patronyme Dalmazzo : 3 villages proches dans les hautes vallées de la Tinée et de la Roya (Alpes-Maritimes, France). Ils semblent avoir acquis ce patronyme tardivement provenant des moines bénédictins de San Dalmazzo, installés en prieurés (dépendant):
  - Saint Dalmas de Tende
  - Saint Dalmas Valdeblore (mentionnée en 1060) - Les fouilles archéologiques de Valdeblore ont donné un exemple architecturalement remarquable de l'influence des moines.
  - Saint Dalmas le Selvage. Dans le prolongement vers l'ouest après cette implantation la toponymie "Moutière" (Col, vallon, riou) a un lien probable avec le sens de "monastère" signant un prolongement d'influence des moines avec la vallée du Bachelard et la Vallée de l'Ubaye.

## Dépendances, prieurés et abbaye filles
- Prieuré Saint Giniès à Beuil, confirmé par une liste abbatiale de 1246[9]
- Valdeblore
- Vallée du Gesso Province de Coni
- Vallée de la Stura di Demonte
- Saint-Martin-Vésubie Il est cité en 1067. Il est confirmé dans la liste des possessions de cette abbaye par le pape Innocent
- Sausses commune de France. Partie de la viguerie de Puget-Théniers. Les deux paroisses de Sausses et de la Bastide
- Saint-Dalmas-le-Selvage Une église est construite sur le site qui est devenue plus tard une abbaye.
- Saint-Benoît (Alpes-de-Haute-Provence) prieuré.
- Castellet-lès-Sausses commune de France Construite à la fin du XIIIe siècle. Les trois travées sont coupées par des arcs doubleaux.
- Ilonse commune de France.
- vallée de la Tinée à partir de Saint-Sauveur-sur-Tinée se dirigeait vers le Var par Ilonse ou Roubion.
- Peyresq Alpes-de-Haute-Provence. Forme Petriscum, terme faisant référence au terrain pierreux. Prieuré à Peyresq.
- Église Notre-Dame-de-l'Assomption de Saint-Martin-Vésubie.
- Sanctuaire de la Madone de Fenestre au col de Fenestre. Les moines de l'abbaye Saint-Dalmas avaient entrepris de construire au VIIIe siècle.
- Villeneuve-d'Entraunes commune de France. Les moines acquièrent le prieuré de Saint-Genès à Bante en 1154.
- Église de l'Invention-de-la-Sainte-Croix de Saint-Dalmas (Valdeblore) mentionnée en 1060. Elle est alors un prieuré de l'abbaye.